# 孫牧人
孫 牧人（ソン・モギン、朝鮮語: 손목인、1913年4月13日 - 1999年1月9日）は、大韓民国の作曲家。
本名は孫 得烈（ソン・ドゥンニョル、손득렬）。日本では、久我山 明の名で活動した。

## 人物
1913年、日本統治時代の朝鮮で慶尚南道の晋州で漢方医の家に生まれる。
1934年、東京音楽学校（現東京芸術大学音楽学部の前身）ピアノ科在学中にアルバイト先であったOKレコード社長・李哲の誘いで「他郷暮らし」の作曲を手掛け、デビューした。続く2作目の「木浦の涙」ともに朝鮮民衆の心を捉えヒットした。以降、多くのヒット曲の作曲に携わった。
1950年代から60年代にかけて、当時住んでいた東京久我山から、久我山明の名で日本で作曲活動を行っていた。
1964年に韓国音楽著作権協会初代会長を、1989年に韓国歌謡作家協会初代会長をそれぞれ務めた。
1999年、東京滞在中に死亡した。
2008年、韓国の民間団体民族問題研究所は、戦時中に軍国歌謡を作ったとして、孫を親日派人名名簿に記載した。

## 代表作品
- 他郷暮らし (1934年)
- 木浦の涙 (1935年)
- カスバの女 (1955年)